# Hebron (Botswana)
Pour les articles homonymes, voir Hebron.
Hebron est une ville du Botswana.